# Xã New Lenox, Quận Will, Illinois
Xã New Lenox (tiếng Anh: New Lenox Township) là một xã thuộc quận Will, tiểu bang Illinois, Hoa Kỳ. Năm 2010, dân số của xã này là 40.270 người.